# Hồ Durusu
Hồ Durusu (còn có tên gọi khác là Hồ Terkos) là một hồ nước ngọt ở vùng Thracia của Thổ Nhĩ Kỳ.
Để giải quyết vấn đề nguồn nước cho dân cư sinh sống tại Istanbul vào thế kỷ 19. Các nghiên cứu vào thời điểm đó cho thấy nước tại hồ Terkos có thể uống được nên vào thế kỷ 19, hồ được sử dụng làm nguồn nước chính của İstanbul.
Tuy nhiên, hiện tại tùy thuộc vào lượng mưa, và dung tích của hồ là 162 triệu m³ chỉ đủ cung cấp nước cho khoảng 20% nhu cầu nước của Istanbul và các khu dân cư ở xung quanh hồ. Công suất cấp nước hàng năm của hồ là 162 triệu m³.

## Lịch sử
Nguồn gốc của hồ Durusu là một đầm phá và nó được tách ra khỏi bởi một dải đất dài 700 mét (2.300 ft) ở bờ Biển Đen.
Khu vực xung quanh hồ là một khu định cư của những tên cướp biển trong thời Trung cổ. Một tu viện tên Trikos được xây dựng bởi những tên cướp biển vùng Genoa. Được biết, lịch sử của ngôi làng nơi có hồ khoảng 900 năm tuổi.

## Vị trí địa lý
Hồ Durusu nằm ở phía tây bắc của Istanbul và cách Istanbul 40 kilômét (25 mi). Độ cao của hồ đối với mực nước biển là 4,5 mét (15 ft) và độ sâu tối đa của nó là 11 mét (36 ft). Diện tích bề mặt là 39 kilômét vuông (15 dặm vuông Anh). Nguồn nước ngọt của hồ được cung cấp chủ yếu bởi các con lạch (đường nước chảy hẹp, nông, ít dốc, thông ra sông, hồ), quan trọng nhất là lạch Istrance. Lưu vực thoát nước của hồ là 619 kilômét vuông (239 dặm vuông Anh).